# Into the Storm
Into the Storm is een Amerikaanse rampenfilm uit 2014, geregisseerd door Steven Quale. Met in de hoofdrol Richard Armitage.

## Verhaal
Op een dag wordt het stadje Silverton opgejaagd door een serie krachtige tornado's. De meeste mensen gaan een schuilplaats zoeken, terwijl anderen de storm op zoeken voor dat ene, unieke shot. De stormen die de stad verwoesten zijn nog maar het begin van de ramp, want het ergste moet nog komen.

## Rolverdeling
| Acteur              | Personage               |
| ------------------- | ----------------------- |
| Richard Armitage    | Gary                    |
| Sarah Wayne Callies | Allison                 |
| Matt Walsh          | Pete                    |
| Max Deacon          | Donnie                  |
| Nathan Kress        | Trey                    |
| Alycia Debnam Carey | Kaitlyn                 |
| Arlen Escarpeta     | Daryl                   |
| Jeremy Sumpter      | Jacob                   |
| Lee Whittaker       | Lucas                   |
| Kyle Davis          | Donk                    |
| Jon Reep            | Reevis                  |
| Scott Lawrence      | Principal Thomas Walker |